# Концерт The Beatles на крыше
30 января 1969 года The Beatles отыграли неанонсированный концерт на крыше своей штаб-квартиры, расположенной в Лондоне по адресу Сэвил-Роу, дом 3. К группе присоединился клавишник Билли Престон, и музыканты исполнили 42-минутный сет, прежде чем столичная полиция попросила их уменьшить громкость. В итоге этот концерт стал последним публичным выступлением коллектива.
Хотя идея концерта родилась всего за несколько дней до его реализации, группа задумывалась над возвращением к живым выступлениям ещё на ранних стадиях работы над альбомом Let It Be. The Beatles долго раздумывали над тем, где именно провести шоу: среди вариантов серьёзно рассматривался римский амфитеатр, однако в самый последний момент группа решила выступить прямо на территории своего здания.
По ходу шоу музыканты исполнили девять дублей пяти песен, собрав на улице и на крышах близлежащих домов толпу людей, многие из которых находились на обеденном перерыве. Концерт начался и закончился исполнением композиции «Get Back», в конце которой Джон Леннон пошутил: «Я хотел бы поблагодарить вас от имени группы и от каждого из нас лично, и надеюсь, что мы прошли прослушивание».
Кадры с этого концерта были использованы в документальных фильмах «Пусть будет так» (1970) и «The Beatles: Get Back» (2021). Первое исполнение «I’ve Got a Feeling» и синглы «One After 909» и «Dig a Pony» также были включены в одноимённый альбом. На протяжении долгого времени записи распространялись под видом пиратских изданий. 28 января 2022 года был выпущен альбом Get Back — The Rooftop Performance, содержащий все песни с выступления.

## Предпосылки

### Идея
«На крышу мы поднялись, чтобы осуществить идею концерта вживую, — так было гораздо проще, чем ехать куда-то, к тому же никто ещё не делал ничего подобного, поэтому нам было интересно узнать, что произойдёт, когда мы будем играть на крыше. Это было что-то вроде маленького социологического исследования».

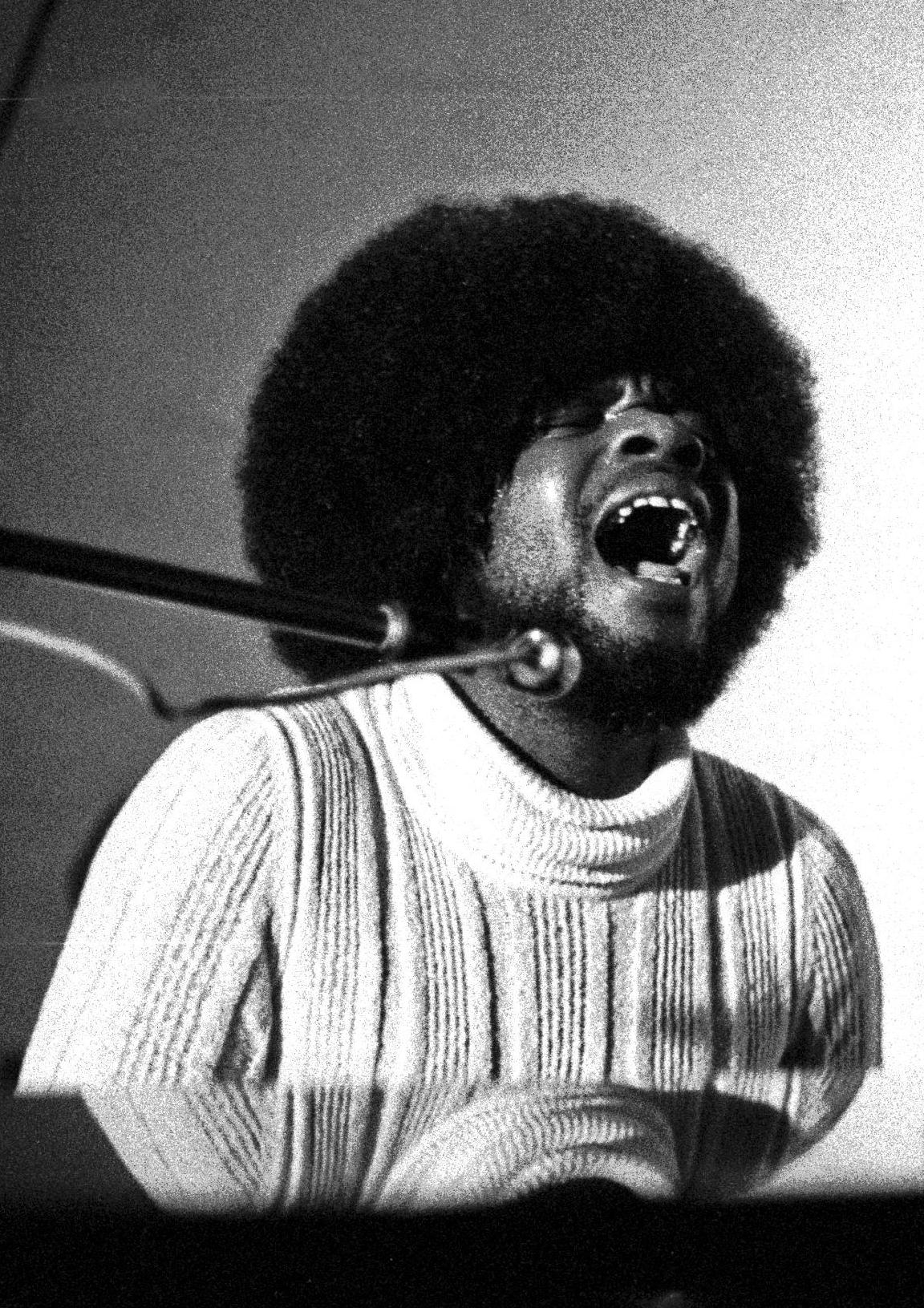
Билли Престон в 1971 году

Хотя о концерте не объявлялось заранее, The Beatles планировали выступить вживую ещё со времён старта сессий Get Back — в начале января 1969 года. Идея была отодвинута на второй план, что было одним из условий возвращения Джорджа Харрисона в группу после ухода с репетиций, снятых на плёнку 10 января. Ещё одно его условие заключалось в том, что они переедут из Twickenham Film Studios в свою штаб-квартиру Apple Corps и будут записывать свои новые песни в подвальной Apple Studio.
По словам писателя Марка Льюисона, до недавнего времени не было известно, кому именно пришла в голову идея устроить концерт на крыше. Джордж Харрисон пригласил на концерт клавишника Билли Престона. Он надеялся, что талантливый сторонний наблюдатель побудит группу быть сплочённей и сосредоточенней. По воспоминаниям Престона, выступить на крыше Apple Corps предложил Джон Леннон. В своей автобиографии «Sound Man» звукорежиссёр Глин Джонс же утверждал, что идея концерта принадлежала ему. Он вспоминал, что идея возникла во время обеда, когда Ринго Старр упомянул, что с крыши открывается прекрасный вид на лондонский Вест-Энд, и затем повёл Джонса и Майкла Линдсея-Хогга, чтобы посмотреть на него. В свою очередь, бывший сотрудник Apple Records Кен Мэнсфилд считал, что, скорее всего, предложение поступило от режиссёра Линдси-Хогга. В фильме «The Beatles: Get Back» Майкл и Глин предлагают идею концерта на крыше Полу, на которую тот отзывается положительно.
Концерт на крыше изначально планировался как простая сессия записи альбома Let It Be. Мэл Эванс подтвердил этот факт в своём дневнике: их целью было добиться особенного звука под открытым небом. The Beatles, по его словам, «определённо хотели большой аудитории на концерте: они и их режиссёр сознательно выбрали обеденный период для выступления, потому что в это время они собирали гораздо больше людей, чем утром или в полдень, а вечером было слишком темно для игры». На аудиозаписях от 29 января Линдси-Хогг и Маккартни говорили Леннону о том, что живое выступление необходимо для поддержания связи The Beatles с их аудиторией, а участникам группы просто нужно преодолеть страх сцены. В групповом обсуждении в конце того дня Харрисон впервые с энтузиазмом рассказал о предстоящем шоу. Ещё во время репетиций в Twickenham Джордж отказался включать в сет какую-либо из своих песен.

### Место и время проведения

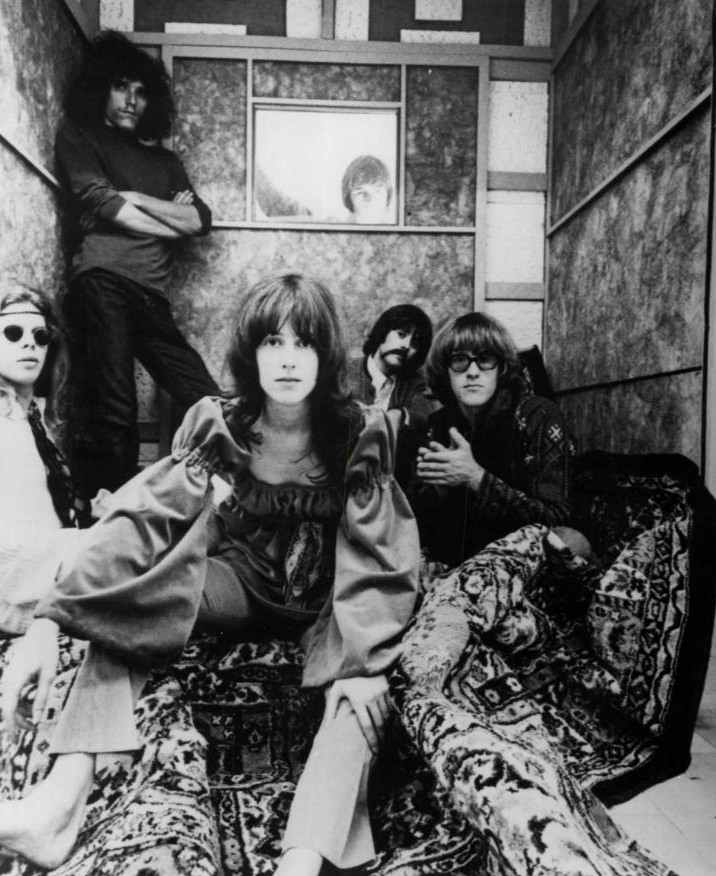
Jefferson Airplane, 1967 год

Первой группой, осуществившей идею несанкционированного концерта на крыше, стали Jefferson Airplane. 7 декабря 1968 года они поднялись на вершину нью-йоркского отеля «Schuyler» и исполнила свою песню «The House at Pooneil Corners», прежде чем полиция пригрозила задержать участников группы за излишний шум.
The Beatles долго думали над тем, где провести свой концерт: такие лондонские площадки, как «Palladium» и «Roundhouse», пустыня Сахара, пирамиды Гизы, Гранд-Каньон, Вестминстерский дворец, Лондонская национальная галерея, Ливерпульский собор, Галерея Тейт, Эверест, Греция, а также аэропорт, приют, парламент, и многие другие места. Серьёзно рассматривались римские амфитеатры возрастом в 2000 лет в Сабрате, куда были отправлены разведчики, и Тунисе. «The Beatles должны были начать играть с восходом солнца, — объяснил Майкл Линдси-Хогг, — и постепенно амфитеатр должен был наполняться публикой». Идея с амфитеатром была осуществлена через два года группой Pink Floyd в фильме «Pink Floyd: Live at Pompeii».
Также Леннон вынашивал идею поездки в Ливию на океанских лайнерах QE2 или P&O Ferries. Задумка была та же, что и с амфитеатром — он представлял, как группа подгадывает по времени так, чтобы она играла в момент восхода солнца над Средиземным морем. Все битлы, кроме Джорджа Харрисона, который посчитал идею с лайнером «очень дорогой и безумной», положительно отреагировали на задумку Джона. Пол Маккартни в один момент сказал: «Это действительно превращает всё в приключение, не правда ли?» — говорил он. Ринго Старр заявил, что предпочёл бы устроить шоу в родной стране, но не исключал вариант с поездкой. Каким бы ни был предлагаемый вариант, он сталкивался в основном с логистической невозможностью, а также сопротивлением и неохотностью выступать Харрисона.
В самый последний момент группа решила устроить выступление прямо на крыше офиса своей компании Apple Corps, находящийся на тот момент на улице Сэвил-Роу — в первую очередь известной своими мастерскими индивидуального пошива английских костюмов. К тому же богатую историю имеет и само здание Apple — после победы над Наполеоном здесь поселился герцог Веллингтон, а в 1849 году английские шляпники братья Уильям и Томас Боулеры изобрели здесь знаменитую «шляпу-котелок». По словам Линдси-Хогга, The Beatles до последней минуты не могли определиться насчёт проведения концерта. Он вспоминал, что они обсуждали это, а затем замолчали, пока «Джон не сказал в тишине: „К чёрту —давайте сделаем это“».
Изначально концерт планировалось провести 29 января, но из-за очень плохой погоды его перенесли на следующий день. Четверо битлов и Престон прибыли на крышу около 12:30 PM (15:30 по московскому времени).

## Концерт

### Обстоятельства

The Beatles во время концерта

Несмотря на то, что в тот день в Лондоне было около 7 градусов тепла, ветер «обрушивался» на здания Вест-Энда. «Мои руки слишком замёрзли, чтобы играть аккорды», — сказал Леннон между песнями, а исполнительный директор Apple Corps Кен Мэнсфилд постоянно держал сигарету зажжённой, чтобы Харрисон мог согреть кончики своих пальцев.
Чтобы защитить себя от зимнего холода, Джон позаимствовал шубу у своей жены Йоко Оно, а Старр — глянцевый красный плащ у Морин Старки. Кроме шубы, Леннон надел свои фирменные очки в золотой оправе, тёмные брюки и топ с застёжкой-молнией. Маккартни же был одет в тёмный костюм поверх полосатой рубашки и дорогие мокасины, а большая часть его лица была защищена густой бородой. Харрисон поднялся на крышу в салатовых брюках, чёрной короткой шубе, красной рубашке и кедах. Билли Престон оделся в чёрный пиджак.
Это был первый концерт после выступления на стадионе Кэндлстик-парк 29 августа 1966 года. Ради него Джон и Джордж отказались от привычных мест на сцене — теперь Леннон стоял посередине, а Джордж слева от него. Престон располагался позади Маккартни и справа от барабанов Ринго.
Джон Леннон часто забывал тексты песен на концертах, и в этот раз офисному ассистенту Apple Кевину Харрингтону пришлось на коленях показывать музыканту текст «Dig a Pony». Джону удалось не повторить свою ошибку во время второго исполнения «Don’t Let Me Down», когда он пел неразборчивый текст (в том числе он интерпретируется как «And only reese we got the blootchy-koo») вместо «And from the first time that she really done me». Когда Леннон собрался впервые спеть «Don’t Let Me Down» на крыше, он попросил у Ринго моральной поддержки: «Сделай, пожалуйста, хороший, большой kssssh для меня. Просто чтобы придать мне смелости закричать».
За Старром стояла картина Тома Ньюмана, вокалиста британской психоделической группы July. Ньюман был начинающим художником и в то утро случайно зашёл в Apple. Его можно увидеть в тёмно-бордовом жакете, он стоит у дымохода позади The Beatles, а после концерта забирает картину. Спустя некоторое время (по утверждению самого Ньюмана — в том же 1969 году) он её продал за 25 фунтов Нилу Аспиналлу, CEO Apple Corps.

### Музыкальные инструменты
Эванс организовал строительство сцены на крыше Apple и установку там оборудования группы. Незадолго до концерта — в 4 часа утра — два технических инженера Дэйв Харрис и Кейт Слотер посетили студию EMI на Эбби-Роуд для того, чтобы подобрать лучшее усилительное оборудование для шоу под открытым небом. С помощью звукорежиссёра Алана Парсонса они разгрузили все инструменты (в том числе несколько динамиков) на крыше.
«Телекастер», на котором Харрисон играл во время концерта на крыше, был изготовлен специально для него мастерами Роджером Россмейслом и Филиппом Кубицки в качестве подарка от фирмы Fender. Компания запускала новую линейку гитар из розового дерева, и презентация прототипа для битла была хорошей рекламой. После нескольких часов работы гитара была доставлена в штаб-квартиру Apple. Россмейсл и Кубицки не знали, что стало с гитарой больше года, пока не купили билеты на фильм «Пусть будет так» и не увидели инструмент их производства на большом экране.
Джон играл на своей полуакустической гитаре — Epiphone Casino, которую он приобрёл ещё во времена записи альбома Revolver. И Джордж Харрисон, и Джон Леннон используют для своих гитар инструментальные усилители Fender Twin Reverb Silverfaces. Пол использовал для концерта сразу два инструмента: пианино Blüthner и бас-гитару Höfner 500/1. На гитаре была наклеена надпись Bassman. У Ринго был новый Ludwig Hollywood, хотя он предпочитал использовать старые стандартные барабаны Ludwig. Билли Престон использовал орган Hammond B3; по другим сведениям — электрическое пианино Fender Rhodes, подключённым к Fender Twin Reverb Silverface.
Холодные порывы ветра также оказались проблемой для чувствительных студийных микрофонов, записывающих ударные и гитарные усилители. Поэтому микрофоны были завёрнуты в женские колготки, купленные в местном магазине Marks & Spencer. «Я зашёл в этот универмаг и сказал: „Мне нужны три пары колготок“. Размер не имеет значения», — вспоминал Парсонс, — «Они думали, что я либо грабитель банков, либо трансвестит».
Некоторые специалисты по теме The Beatles и просто поклонники заметили на фотографиях с концерта неиспользованное оборудование на заднем плане крыши Apple, в том числе дополнительную клавиатуру, педальную слайд-гитару и микрофон для акустической гитары, установленный Маккартни. Джордан Рунтаг из Rolling Stone предположил, что в первоначальном плейлисте концерта могла быть фолк-песня «Two of Us» или такие баллады, как «Let It Be» и «The Long and Winding Road», а слайд-гитара могла быть использована Ленноном.

### Реакция. Вмешательство полиции

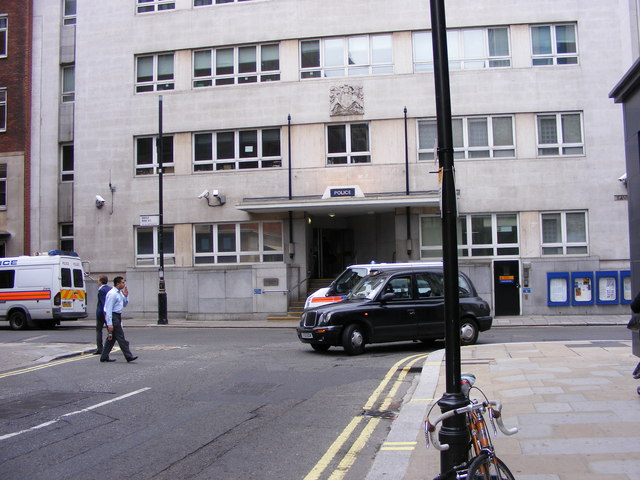
Полицейский участок Вестминстера

Когда группа заиграла музыку, прохожие, многие из которых находились на обеденном перерыве, лишь в недоумении поднимали головы вверх, не подозревая, что происходит пятью этажами выше. По мере распространения новостей об этом событии на улицах и на крышах местных домов начали собираться толпы зевак. В то время как бо́льшая часть публики положительно отреагировала на концерт, столичная полиция стала беспокоиться из-за шума и возникших проблем с дорожным движением на близлежащих улицах. Вначале сотрудники Apple отказались впускать полицию внутрь, однако передумали, когда им начали угрожать арестом. Пол Маккартни вспоминал: 
В конце концов мы узнали от Мэла Эванса (который подползал к нам, стараясь не попасть в кадр), что полиция недовольна. Мы заявили: „Мы не остановимся“. Он ответил: „Полиция намерена арестовать вас“. — „Отличный финал для фильма. Пусть так и сделают. Великолепно! Вот это финал: The Beatles арестовали во время концерта на крыше“.
По словам Джонса, группа действительно ожидала, что её прервёт полиция, поскольку недалеко от Сэвил-Роу находился полицейский участок. Ранее в январе Пол Маккартни сделал заявление о том, что The Beatles должны дать свой концерт «в месте, где нам не разрешено это делать <…> как будто мы должны вторгнуться, войти, устроить, а затем переехать. <…> Вас насильно катапультируют, вы всё ещё пытаетесь разыграть ваши номера, и полиция вас задерживает».
Затем Эванс вспоминал в своём дневнике, как его задержала прибывшая полиция. Он написал: «По пути на крышу они задержали меня, и один из полицейских записал меня в свою служебную книжку». К счастью, Пол Маккартни решил вмешаться, чтобы помочь коллеге. Биограф The Beatles Кеннет Уомак рассказывал, что Маккартни перешёл в «режим пиара», объяснив, кто выступал на крыше, чтобы изменить мнение полицейского, и это каким-то образом сработало.
Полицейскому, который пытался положить этому конец, констеблю Рэю Даггу, было всего 19 лет, когда его отправили в штаб-квартиру Apple. Его засняли, когда он угрожал задержать группу, если они не прекратят выступления сразу. Его комментарии были встречены ухмылками Пола и Джона. По прошествии лет Дагг утверждал, что создатели фильма «Пусть будет так» предложили ему 3000 фунтов стерлингов, чтобы он не участвовал в мероприятии. Однако он не мог принять наличные. Он сказал: «Если бы я знал тогда то, что знаю сейчас, я бы подал в отставку и взял деньги». Всего шесть лет спустя, в 1975 году, Дагг уволился из полиции и ушёл в бизнес. Дагг также признал, что он «блефовал» в своих угрозах задержать ливерпульскую четверку. Он объяснил, что не мог этого сделать, поскольку они находились на территории частной собственности. По словам Рэя, «это была просто работа» и он не думал, что это станет последним концертом группы,
Другой констебль — 25-летний Рэй Шейлер — сидел за своим столом и писал отчёт. Полицейский участок находился в 140 метрах от здания Apple Corps., поэтому Рэй отчётливо слышал музыку, доносившуюся с крыши. Шейлер предложил помощь Даггу. Ему не особо нравились The Beatles после того, как они ушли в индуизм. У него дома было несколько пластинок группы, но, когда он попал на крышу, ему «нужно было выполнять свою работу», и он подумал: «Ну, мы должны попытаться это остановить». По воспоминанию Шейлера, в один момент к нему и его коллеге присоединились ещё два дежурных офицера. После концерта битлы прошли мимо стражей порядка: «Джордж и Джон с нами не говорили, но на это была причина — незадолго до этого их задержали с коноплёй или чем-то типа того, и они были выпущены под залог. Об этом писали в газетах. Пол извинялся по поводу концерта, а Ринго пошутил по поводу этого всего, попросив не надевать на него наручники. Потом они стали спускаться по лестнице, мы последовали за ними».
Офицеры поднялись на крышу как раз в тот момент, когда The Beatles начали второй дубль «Don’t Let Me Down». Тогда музыканты поняли, что концерт вскоре будет прекращён, но тем не менее продолжали играть ещё несколько минут. Концерт завершился исполнением композиции «Get Back». Пол Маккартни сымпровизировал в песне, чтобы отразить ситуацию: «Ты снова играл на крышах, и ты знаешь, что твоей маме это не нравится; она собирается арестовать тебя!». Действуя по указанию полицейских, Эванс выключил гитарные усилители Леннона и Харрисона в середине песни, только для того, чтобы Харрисон снова включил свой усилитель. Затем Эванс отвернулся от Леннона, пока группа продолжала играть. К концу концерта на крышу поднялся и 24-летний сержант Дэвид Кендрик. Маккартни сказал «Спасибо, Мо» в ответ на аплодисменты Морин Старки. а Леннон обратился ко всем присутствующим: «Я хотел бы поблагодарить вас от имени группы и от каждого из нас лично, и надеюсь, что мы прошли прослушивание». В итоге группа исполнила 42-минутный сет.

### После концерта
Маккартни первым покинул крышу, за ним последовали Престон, Старр и Харрисон. Леннон ненадолго задержался, чтобы поговорить с Йоко Оно, которая наблюдала за всем шоу со стороны. Покинув крышу, The Beatles собрались в контрольной комнате подвальной студии, чтобы послушать записи. Первоначально они хотели записать оставшиеся, неподходящие для крыши песни в тот же день, но из-за задержек с вывозом и настройкой оборудования было принято решение продолжить на следующий день.
Основная цель последней сессии Get Back 31 января состояла в том, чтобы позволить съёмочной группе снять окончательные версии песен. Основными среди них были «Let It Be», «The Long And Winding Road» и «Two Of Us». Исполнение «Two Of Us» было включено в качестве вступительного трека в альбом Let It Be. «Let It Be» оказалась намного более сложной: The Beatles записали в общей сложности 22 дубля.
В тот же день Маккартни отправил Старру почтовую карточку, в которой было написано «Ты лучший барабанщик в мире. Серьёзно.». Впервые она была обнародована в книге Ринго 2004 года «Postcards from the Boys».

### Запись
Звук был записан на два восьмидорожечных магнитофона в подвальной студии Apple Corps Парсонсом и Джонсом. Майкл Линдси-Хогг, работавший над материалом, в итоге ставшим фильмом «Пусть будет так», расположил пять камер таким образом, чтобы запечатлеть выступление с разных точек. Ещё одна камера без разрешения была размещена на крыше здания через улицу, три (по словам других источников — две) камеры снимали реакцию людей на улице, и одна специальная, спрятанная за двусторонним зеркалом в приёмной, была готова зафиксировать возможные инциденты, вызванные громкой музыкой. Из-за тумана и вероятности дождя была исключена возможность проведения воздушных съемок с вертолёта.

## Список композиций
Концерт на крыше состоял из девяти дублей пяти песен The Beatles: три дубля «Get Back»; по два дубля «Don’t Let Me Down» и «I’ve Got a Feeling»; и по одному дублю «One After 909» и «Dig a Pony». Композиции исполнялись в следующем порядке:
| №                   | Название                            | Автор(ы)                                                     | Длительность |
| ------------------- | ----------------------------------- | ------------------------------------------------------------ | ------------ |
| 1.                  | «Get Back» (первый дубль)           | Маккартни                                                    | 4:43         |
| 2.                  | «Get Back» (второй дубль)           | Маккартни                                                    | 3:24         |
| 3.                  | «Don’t Let Me Down» (первый дубль)  | Леннон                                                       | 3:22         |
| 4.                  | «I’ve Got a Feeling» (первый дубль) | Маккартни Леннон                                             | 4:44         |
| 5.                  | «One After 909»                     | Леннон Маккартни                                             | 3:09         |
| 6.                  | «Dig a Pony»                        | Леннон                                                       | 5:52         |
| 7.                  | «God Save the Queen»                | народная; аранжировка Леннона, Маккартни, Харрисона и Старра | 0:26         |
| 8.                  | «I’ve Got a Feeling» (второй дубль) | Маккартни Леннон                                             | 5:35         |
| 9.                  | «Don’t Let Me Down» (второй дубль)  | Леннон                                                       | 3:30         |
| 10.                 | «Get Back» (третий дубль)           | Маккартни                                                    | 3:30         |
| Общая длительность: | Общая длительность:                 | Общая длительность:                                          | 38:28        |

Во время концерта были исполнены короткие джемы композиций «God Save the Queen» и «I Want You (She’s So Heavy)» (после первого дубля «Get Back»), пока звукорежиссёр Парсонс менял бобины с плёнкой. Последние прозвучавшие строки были из ирландской песни «Danny Boy» и «честнута» «A Pretty Girl Is Like a Melody».

## Распространение. Выпуск
Первый дубль песни «I’ve Got a Feeling», а также композиции «One After 909» и «Dig a Pony» впоследствии были выпущены в альбоме Let It Be. На протяжении полувека редкие записи выступления периодами распространялись среди фанатов в пиратских изданиях. В 1996 году третий дубль «Get Back», в итоге ставший последней песней финального концертного выступления The Beatles, был включён в сборник Anthology 3. Отредактированные версии песен «Don’t Let Me Down» и «I`ve Got a Feeling», смикшированных из двух дублей в одиночные треки, впоследствии были выпущены на компиляции Let It Be… Naked (2003).
За месяц до выхода документального фильма Питера Джексона «The Beatles: Get Back» 25 ноября 2021 года — 14 октября — вышла Super Deluxe версия альбома Let It Be: в неё вошёл первый дубль «Don’t Let Me Down» на крыше. 28 января 2022 года альбом Get Back — The Rooftop Performance, содержащий полный концерт, стал доступен во всех стриминговых сервисах.
В фильм «Пусть будет так» вошло всего 20 минут из всего концерта. В «The Beatles: Get Back» был показан процесс написания альбома и, вместе с этим, полная версия концерта длительностью в 42 минуты. В 53-ю годовщину выступления, 30 января 2022 года, фильм «The Beatles: Get Back — The Rooftop Concert» был показан в почти в 70 кинотеатрах Северной Америки и одном кинотеатре Лондона в формате IMAX. По всему остальному миру (в том числе России) фильм вышел в прокат 11 февраля. 18 февраля концерт вышел в обычных кинотеатрах. По мнению рецензента The Guardian Питера Брэдшоу, фильм является «капсулой времени» Лондона и его лиц, мало чем отличающихся от 1940-х и 1950-х годов.

## Влияние

### Значение для истории The Beatles
Концерт на крыше стал поворотным моментом в карьере The Beatles. Группа записала ещё один альбом, Abbey Road, работа над которым началась в феврале, но уже к сентябрю 1969 года коллектив прекратил своё существование. Исполненные на крыше песни расценивались как очередное доказательство того, что музыканты находились в своей лучшей форме. Фанаты коллектива полагали, что этот концерт мог бы быть попыткой квартета вернуться к регулярной концертной деятельности, однако их надеждам не суждено было оправдаться.
По словам автора Джеймса Пероне, концерт приобрел «культовый статус» — как среди фанатов, как последнее живое выступление The Beatles, так и в истории рок-музыки на уровне фестивалей Монтерей Поп, Вудсток и Альтамонт. Он говорит, что, хотя шоу «технически не было концертом» из-за секретности, а последний официальный концерт группы состоялся 29 августа 1966 года, оно выделялось непредсказуемостью, которая впоследствии стала типичной для живых рок-выступлений 1969 года.
15 июля 2009 года Пол Маккартни отыграл неанонсированный мини-концерт на крыше театра Эда Салливана в центре Манхэттена, где в тот день принимал участие в съёмках телепередачи «Позднее шоу с Дэвидом Леттерманом». Новости о мероприятии моментально распространились через Twitter и сарафанное радио, вследствие чего близлежащие углы улиц были заранее перекрыты, чтобы избежать скопления фанатов музыканта.

#### Судьба крыши
22 апреля 1969 года Джон выбрал крышу Apple в качестве места для официальной церемонии смены своего второго имени с Уинстон (так его назвала мать в честь Черчилля) на Оно. Однако британские законы не позволили ему отказаться от Уинстона, поэтому Леннон получил два вторых имени. В 1971 году Джордж поднялся на эту же крышу с ансамблем Radha Krishna Temple, чтобы рассказать о выпуске их альбома, который он для них спродюсировал. После того, как Ринго купил в Беркшире особняк Титтенхёрст у Джона и Йоко в 1973 году, он перевёз в свой новый дом оригинальную винтовую лестницу из здания Apple — ту самую, которая вела с верхнего этажа на крышу. С 2014 года место проведения концерта на крыше принадлежит детскому агентству Abercrombie & Fitch.

### В культуре

#### Кинематограф
Эпизод псевдодокументального фильма «All You Need Is Cash» (1978 год) под названием «Get Up and Go», посвящённого вымышленной группе The Rutles, имитирует кадры с концерта на крыше и использует те же ракурсы музыкантов.
В эпизоде «Квартет парикмахерских Гомера» пятого сезона мультсериала «Симпсоны» группа The Be Sharps (Гомер, Апу, Барни и директор Скиннер) выступает с одним из своих прошлых хитов на крыше. Джордж Харрисон, который играл главную роль в этом эпизоде, снисходительно говорит: «Дело сделано!». Когда песня заканчивается и начинаются титры, Гомер повторяет фразу Леннона о прохождении прослушивания, и все смеются, включая Барни, после чего он заявляет: «О чём это ты?».
В мюзикле 2007 года «Через Вселенную», полностью состоящем из музыки The Beatles, группа Сейди даёт концерт на крыше в Нью-Йорке, имитирующий оригинал. Однако его прерывает и разгоняет Департамент полиции Нью-Йорка.

#### Музыка. Воссоздания концерта
Музыкальное видео на песню «Where the Streets Have No Name» (1987) ирландской рок-группы U2 является оммажем выступлению The Beatles. В нём фигурирует аналогичный концерт на крыше одного из зданий Лос-Анджелеса.
Манчестерский инди-коллектив James отыграл на крыше отеля Piccadilly Gardens аналогичный концерт в двадцать вторую годовщину выступления The Beatles (30 января 1991 года). Группа исполнила пять песен, прежде чем была вынуждена закончить сет из-за того, что пальцы Ларри Готта примёрзли к гитарному грифу.
В январе 2009 года трибьют-группа Bootleg Beatles попыталась провести концерт в честь 40-летия оригинального выступления в том же месте, но получила отказ от городского совета Вестминстера из-за проблем с лицензированием.
Музыкальное видео на песню «Zutto Suki Datta» японского певца Кадзуеси Сайто в точности воссоздаёт исполнение песни «Get Back» во время концерта на крыше. Сайто имитирует образ Маккартни, Лили Фрэнки — Леннона, Хироюки Кобори — Харрисона, а Гаку Хамада — Старра. Клип был отмечен премией Space Shower Music Video Awards 2011 в категории «Лучшее мужское видео».

## Наследие
В 1987 году редактор журнала Rolling Stone Дэвид Фрике включил этот концерт в число 20 выступлений, изменивших рок-н-ролл (Live! Twenty Concerts That Changed Rock & Roll).

## Участники записи
- Джон Леннон — вокал, гитара
- Пол Маккартни — вокал, бас-гитара
- Джордж Харрисон — вокал, гитара
- Ринго Старр — ударные
- Билли Престон — электрическое пианино